# Viola eximia
Viola eximia är en violväxtart. Viola eximia ingår i släktet violer, och familjen violväxter.

## Underarter
Arten delas in i följande underarter:
- V. e. eximia
- V. e. tringiana

## Bildgalleri

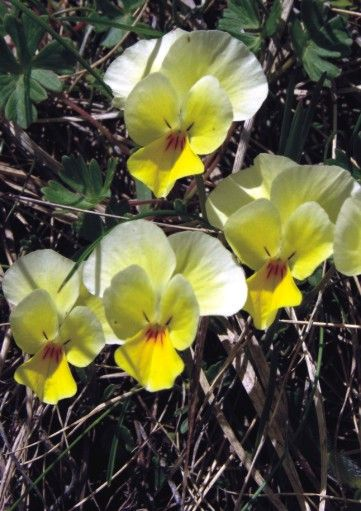